# 음브와나 사마타
음브와나 알리 사마타(스와힐리어: Mbwana Ally Samatta, 1992년 12월 23일 ~ )는 탄자니아의 축구 선수로 현재 프랑스 리그 1의 르아브르에서 스트라이커로 활약하고 있으며 탄자니아 국가대표팀의 주장을 맡고 있다.

## 구단 경력

### 아프리카 리그
2010년 자국 리그인 탄자니아 프리미어리그의 심바 SC 입단을 통해 프로에 처음으로 모습을 드러낸 뒤 2010-11년 시즌 공식전 27경기 15골을 터뜨리며 2010-11년 시즌 리그 준우승을 이끌었다.
그 후 2011년 시즌부터 2014-15년 시즌까지 콩고 민주 공화국 리나푸트의 TP 마젬베 소속으로 공식전 133경기 85골을 터뜨리면서 리그 4연패(2011년, 2012년, 2013년, 2013-14년) 및 2014-15년 시즌 리그 준우승, 2012년 CAF 챔피언스리그와 2014년 CAF 챔피언스리그 4강, 2013년 CAF 컨페더레이션컵 준우승, 2015년 CAF 챔피언스리그 우승을 만들어냈으며 특히나 CAF 챔피언스리그에서만 무려 28경기 23골을 폭격하는 눈부신 활약을 펼치며 2015년 CAF 챔피언스리그 공동 득점왕을 차지했다.

### 유럽 리그
TP 마젬베에서의 활약을 바탕으로 2015-16년 시즌 겨울 이적 시장을 통해 벨기에 프로 리그의 헹크와 4년 5개월간의 입단 계약을 체결한 뒤 2019-20년 시즌 겨울 이적 시장 전까지 공식전 191경기 75골을 터뜨리며 2016-17년 UEFA 유로파리그 8강, 2017-18년 시즌 벨기에 컵 준우승, 2018-19년 시즌 리그 우승 등에 공헌했다.
그 후 2019-20년 시즌 겨울 이적 시장에서 잉글랜드 프리미어리그의 애스턴 빌라와 약 144억원에 입단 계약을 맺으며 EPL에 입성한 최초의 탄자니아 선수가 되었고 이후 맨체스터 시티와의 2019-20 시즌 EFL컵 결승전에서 만회골을 터뜨리면서 팀의 10년만의 EFL컵 통산 4번째 준우승에 일조했다.
그리고 2020-21년 시즌을 앞두고 올리 왓킨스의 이적과 케이넌 데이비스의 합류로 주전 경쟁에 어려움을 겪으면서 튀르키예 쉬페르리그의 페네르바흐체로 임대 이적하여 2020-21년 시즌 공식전 30경기 6골을 기록하며 리그 3위의 성적에 일조했지만 2021-22년 시즌에서 또 다시 팀내 입지가 크게 좁아지면서 결국 로열 앤트워프 임대 이적을 선택하며 벨기에 리그로 복귀했다.
벨기에 리그 복귀 이후 2021-22년 시즌 공식전 39경기 9골을 기록하며 팀의 리그 4위의 성적 및 2022-23년 UEFA 유로파컨퍼런스리그 2차 예선 진출을 이끈 뒤 2022-23년 시즌에는 친정팀인 헹크 소속으로 36경기 6골을 기록하며 리그 준우승에 이바지했다.
그 뒤 2023-24년 시즌을 앞두고 그리스 수페르리가 엘라다의 PAOK와 1년 연장 옵션을 포함한 2년 계약을 체결했다.

## 국가대표팀 경력
2011년 2월 9일, 팔레스타인과의 친선 경기에서 탄자니아 국가대표팀 소속으로 국제 A매치 데뷔 전을 치른 후 한 달 뒤인 3월 26일 중앙아프리카 공화국과의 2012년 아프리카 네이션스컵 예선 D조 3차전에서 A매치 데뷔골을 신고했다.
그 후 2013년 3월 24일, 홈에서 열린 모로코와의 2014년 FIFA 월드컵 아프리카 지역 2차 예선 C조 3차전에서 멀티골을 터뜨리며 팀의 3-1 완승을 이끌었고 같은 해에 열린 CECAFA컵에서도 2골을 터뜨리며 팀의 4강 진출을 이끌었으며 현재까지 A매치 통산 79경기 22골로 탄자니아의 공격을 이끌고 있다.
2019년 6월 13일, 그는 이매뉴얼 아무니케 감독에 의해 2019년 아프리카 네이션스컵 23인 명단에 이름을 올렸다. 그는 6월 23일, 세네갈과의 경기에서 데뷔 전을 치렀다.

## 사생활
이슬람교도로서 2018년 KRC 헹크 시절 팀 동료이자 현 감비아 대표팀의 주장인 오마르 콜리와 함께 사우디아라비아 메카로 성지순례를 다녀왔다.

## 수상 내역

### 클럽
심바 SC
- 탄자니아 프리미어리그 : 준우승 (2010-11)

 TP 마젬베
- 리나푸트 : 우승 (2011, 2012, 2013, 2013-14), 준우승 (2014-15)
- CAF 챔피언스리그 : 우승 (2015), 4강 (2012, 2014)
- CAF 컨페더레이션컵 : 준우승 (2013)
- 콩고 민주 공화국 슈퍼컵 : 우승 (2013, 2014)

 KRC 헹크
- 벨기에 프로 리그 : 우승 (2018-19), 준우승 (2022-23)
- 벨기에 컵 : 준우승 (2017-18)
- 벨기에 슈퍼컵 : 우승 (2019)

 애스턴 빌라
- EFL컵 : 준우승 (2019-20)

 페네르바흐체 SK
- 튀르키예 쉬페르리그 : 3위 (2020-21)

### 개인
- 리나푸트 득점상 : 2012, 2013-14
- CAF 어워즈 올해의 아프리카 선수 : 2015
- CAF 올해의 팀 : 2015
- CAF 챔피언스리그 득점상 : 2015 (7골 / 공동 수상)
- 에보니 슈 : 2019
- 벨기에 프로 리그 골든슈 : 2018-19 (23골)